# Herohalli
Herohalli è una suddivisione dell'India, classificata come census town, di 18.066 abitanti, situata nel distretto di Bangalore Rurale, nello stato federato del Karnataka. In base al numero di abitanti la città rientra nella classe IV (da 10.000 a 19.999 persone).

## Geografia fisica
La città è situata a 12° 58' 33 N e 77° 29' 48 E.

## Società

### Evoluzione demografica
Al censimento del 2001 la popolazione di Herohalli assommava a 18.066 persone, delle quali 9.573 maschi e 8.493 femmine. I bambini di età inferiore o uguale ai sei anni assommavano a 2.355, dei quali 1.202 maschi e 1.153 femmine. Infine, coloro che erano in grado di saper almeno leggere e scrivere erano 13.027, dei quali 7.514 maschi e 5.513 femmine.